# Ormosia zebrina
Ormosia zebrina är en tvåvingeart som beskrevs av Alexander 1952. Ormosia zebrina ingår i släktet Ormosia och familjen småharkrankar.
Artens utbredningsområde är Myanmar. Inga underarter finns listade i Catalogue of Life.